# جانیک تپه
جانیک تپه (انگلیسی: Jannik Tepe؛ زادهٔ ۱۱ مارس ۱۹۹۹) بازیکن فوتبال اهل آلمان است.
از باشگاه‌هایی که در آن بازی کرده‌است می‌توان به باشگاه فوتبال اسنابروک اشاره کرد.